# Тенуалоза-толи
Тенуалоза-толи, или гильза-толи(лат. Tenualosa toli) — вид лучепёрых рыб семейства сельдевых. Обитает в тропических водах  Индо-Тихоокеанской области: прибрежные воды у западного и восточного побережий Индии,  Яванское море, Южно-Китайское море (Ява, Таиланд), вероятно у берегов Камбоджи, отмечен у  Маврикия. Встречается на глубине до 50 м. Максимальная длина 60 см. Является объектом коммерческого промысла.

## Описание
Тело относительно высокое, сжато с боков. Длина головы составляет 25—27% стандартной длины. В средней части верхней челюсти располагается выраженная выемка, что является отличительной особенностью представителей рода тенуалозы. Жаберные тычинки тонкие, но их намного меньше, чем у других представителей рода, количество немного возрастает после достижения рыбами длины 10 см и варьируется от 60 до 100 на нижней половине жаберной дуги. Брюшной киль хорошо развит с 28—30 килеватыми чешуйками. Хвостовой плавник длинный, достигает 31—34% стандартной длины тела.
За жаберными крышками есть расплывчатое тёмное пятно. Тело без пятен.

## Биология
Проводят всю жизнь в эстуариях с высокими скоростями течения и мутной водой. Не выходят за пределы эстуария и прилегающих к нему открытых вод, т.к. не выносят полносолёную и пресную воду.
Тенуалоза-толи является протандрическим гермафродитом. Самцы созревают в возрасте одного года. После нереста происходит смена пола. Гонады переходного типа отмечены у рыб длиной 14—31 см. Самки нерестятся в конце второго года жизни и после нереста погибают. Нерест происходит в эстуарии, и полный цикл нереста популяции растянут с мая по ноябрь. Плодовитость линейно увеличивается в зависимости от размеров самок, однако отмечены существенные сезонные и региональные вариации.
Питается зоопланктоном, преимущественно копеподами.

## Взаимодействие с человеком
Ценная промысловая рыба. Промысел ведут с помощью ловушек, неводов, дрифтерных и ставных сетей. Больше всех ловит Индонезия. В 2010—2014 гг. мировые уловы тенуалозы-толи варьировались от 500 до 3000 тонн. Реализуется в свежем или вяленом виде.